# CCTV-11
CCTV-11(CCTV-11 戏曲, 중국어: 中国中央电视台戏曲频道)은 중국중앙텔레비전의 텔레비전 채널 중 하나이다.